# Thure Lindhardt

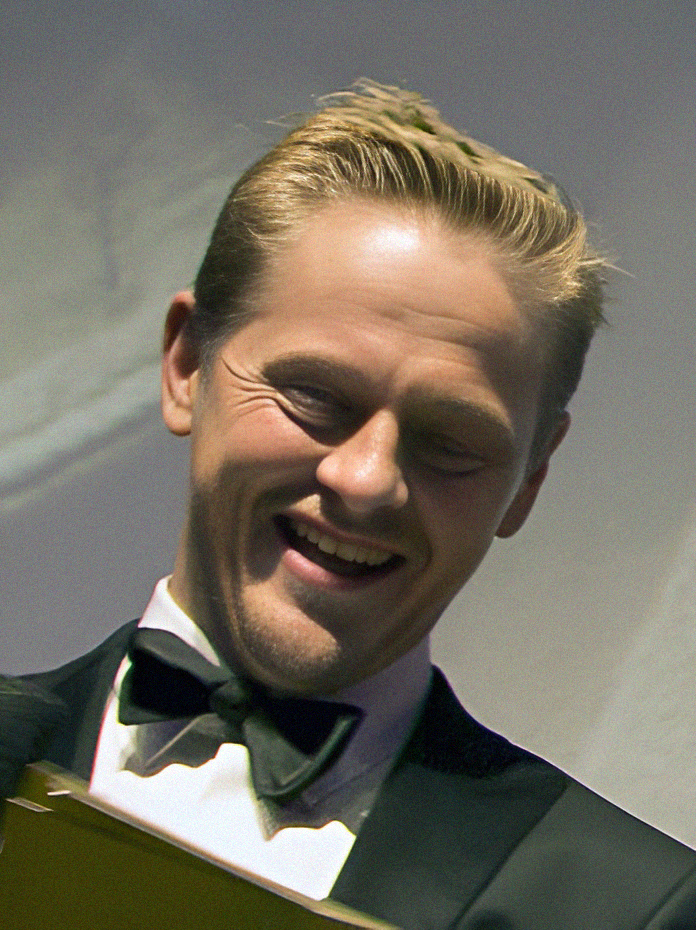
Thure Lindhardt (2017)

Thure Frank Lindhardt (* 24. Dezember 1974 in Kopenhagen) ist ein dänischer Schauspieler.

## Leben
Thure Lindhardt wuchs als Sohn von Anne Lindhardt (* 1946), einer Psychiaterin, und Mogens Lindhardt (* 1946), lutherischer Pfarrer und Rektor des Kopenhagener Predigerseminars, in Roskilde auf. Er entstammt einer Familie von Theologen und lutherischen Pastoren. Mit 12 Jahren hatte er seine ersten Auftritte in dänischen Filmen. Einer davon war Pelle, der Eroberer, der 1988 in Cannes die Goldene Palme als bester ausländischer Film erhielt.
Lindhardt besuchte Det frie Gymnasium und die Schauspielschule in Odense, die er 1998 abschloss, und nahm danach Rollen im Theater und in dänischen Fernsehproduktionen an. Der Durchbruch gelang ihm im Jahr 2000 in der Romanverfilmung Her i nærheden (Hier in der Nähe), die auch bei der 50. Berlinale gezeigt wurde. Seine Darstellung des autistischen Jungen Brian brachte Lindhardt positive Kritiken ein.
In Dänemark spielte er in Filmen, TV-Serien und Theaterstücken mit und ist vor allem für seine Wandelbarkeit und seine teils ausgefallenen Rollen bekannt. Er hat auch bei der dänischen Synchronisation fremdsprachiger Filme mitgewirkt (Garfield – Der Film; Asterix und Obelix; Herbie: Fully Loaded) sowie in Musikvideos dänischer Bands mitgespielt.
In Deutschland wurde er vor allem durch seine Darstellung von Hans in Was nützt die Liebe in Gedanken (2004) bekannt. Lindhardt spricht deutsch und hatte auch einige Rollen in den deutschen TV-Serien Tatort, Nachtschicht und Das Duo. International war er in der Dan-Brown-Verfilmung Illuminati (2009) als Schweizergardist Chartrand zu sehen. 2012 spielte er in dem autobiografischen Film Keep the Lights On von Ira Sachs dessen filmisches Alter Ego: einen jungen homosexuellen Regisseur namens Erik, der versucht, seine Beziehung mit dem crack-abhängigen Verlagsjuristen Paul zu retten.
2013 war Lindhardt als Wolfgang Přiklopil im Film 3096 Tage in deutschen und österreichischen Kinos zu sehen. Der Film handelt von der Entführung der damals zehnjährigen Natascha Kampusch, die acht Jahre von Přiklopil gefangen gehalten und sexuell missbraucht wurde. Lindhardt erlangte durch die Darstellung des Wolfgang Přiklopil internationale Bekanntheit.
Nach dem Ausstieg von Kim Bodnia übernahm er 2015 die männliche Hauptrolle für die dritte und vierte Staffel von Die Brücke – Transit in den Tod.
Im Februar 2021 war Lindhardt Teil der Initiative #ActOut im SZ-Magazin, zusammen mit 184 anderen lesbischen, schwulen, bisexuellen, queeren, intergeschlechtlichen und transgender Personen aus dem Bereich der darstellenden Künste.

## Filmografie (Auswahl)
als Darsteller in Filmen
- 1987: Pelle, der Eroberer (Pelle Erobreren) – Regie: Bille August
- 2000: Hier in der Nähe (Her i nærheden) – Regie: Kaspar Rostrup
- 2001: Far from China – Regie: C. S. Leigh
- 2002: Joystick Nation (Slim Slam Slum) – Regie: Jorge und Marcelino Ballarin
- 2002: One Hell of a Christmas – Regie: Shaky González
- 2004: Was nützt die Liebe in Gedanken – Regie: Achim von Borries
- 2004: Farland – Regie: Michael Klier
- 2005: Nordkraft – Regie: Ole Christian Madsen
- 2007: Pistoleros – Regie: Shaky González
- 2007: Into the Wild – Die Geschichte eines Aussteigers (Into the Wild) – Regie: Sean Penn
- 2007: Daisy Diamond
- 2008: Reise nach Amerika – Regie: Verena Mundhenke
- 2008: Tage des Zorns (Flammen og Citronen) – Regie: Ole Christian Madsen
- 2008: Little Soldier (Lille soldat) – Regie: Annette K. Olesen
- 2009: Illuminati (Angels and Demons) – Regie: Ron Howard
- 2009: Bruderschaft (Broderskab) – Regie: Nicolo Donato
- 2009: Nachtschicht – Blutige Stadt – Regie: Lars Becker
- 2010: Die Wahrheit über Männer (Sandheden om mænd) – Regie: Nikolaj Arcel
- 2011: Die Insel (The Island) – Regie: Kamen Kalew
- 2011: Eddie: The Sleepwalking Cannibal – Regie: Boris Rodriguez
- 2012: Formentera – als Ben – Regie: Ann-Kristin Reyels
- 2012: Byzantium – Regie: Neil Jordan
- 2012: Keep the Lights On – Regie: Ira Sachs
- 2013: Adieu Paris – Regie: Franziska Buch
- 2013: 3096 Tage
- 2014: Fast & Furious 6
- 2016: Kill Command – Die Zukunft ist unbesiegbar (Kill Command)
- 2016: Falling Snow (Despite the Falling Snow)
- 2018: Ditte & Louise
- 2021: Zwischen uns
- 2024: The New Look (Fernsehserie)

als Darsteller in TV-Produktionen
- 2002: Unit One – Die Spezialisten (Rejseholdet, Fernsehserie, 2 Folgen) – Regie: Martin Schmidt
- 2009: Das Duo (Fernsehserie, Folge Bestien) – Regie: Christian Görlitz
- 2009: Nachtschicht – Blutige Stadt – Regie: Lars Becker
- 2009: Tatort – Architektur eines Todes – Regie: Titus Selge
- 2010: Alles Liebe – Regie: Kai Wessel
- 2011: Liebe am Fjord (Fernsehserie, Folge Das Ende der Eiszeit) – Regie: Jörg Grünler
- 2013: Die Borgias – Sex. Macht. Mord. Amen. (The Borgias, Fernsehserie, 10 Folgen)
- 2015: Schuld nach Ferdinand von Schirach (Fernsehserie, Folge Schnee)
- 2015: Tatort – Spielverderber – Regie: Hartmut Schoen
- 2015: Ein starkes Team: Beste Freunde (Fernsehfilm)
- 2015, 2018: Die Brücke – Transit in den Tod (Bron/Broen, Fernsehserie, 18 Folgen)
- 2016: Schweigeminute
- 2017: The Last Kingdom, (Guthred, Fernsehserie, 4 Folgen)
- 2021: Tod von Freunden (Fernsehserie, 8 Folgen)

als Synchronsprecher
- 2002: Asterix & Obelix: Mission Kleopatra (Astérix & Obélix: Mission Cléopâtre) – als Linealis
- 2004: Garfield – Der Film (Garfield: The Movie)
- 2004: Die Unglaublichen – The Incredibles (The Incredibles)
- 2005: Herbie Fully Loaded – Ein toller Käfer startet durch (Herbie: Fully Loaded)
- 2008: Asterix bei den Olympischen Spielen (Astérix aux Jeux Olympiques) – als Linealis

## Auszeichnungen
- 2000: Shooting Star
- 2006: Robert als bester Nebendarsteller in Nordkraft
- 2013: Teaterpokalen
- 2014: Lauritzen-Preis[2]